# HD 94083
HD 94083，又名BD+53 1439，SAO 27809、HR 4241，是一颗恒星，视星等为6.65，位于銀經155.83，銀緯56.29，其B1900.0坐标为赤經10h 46m 30.3s，赤緯+53° 56.29′ 48″。